# Waldo's People

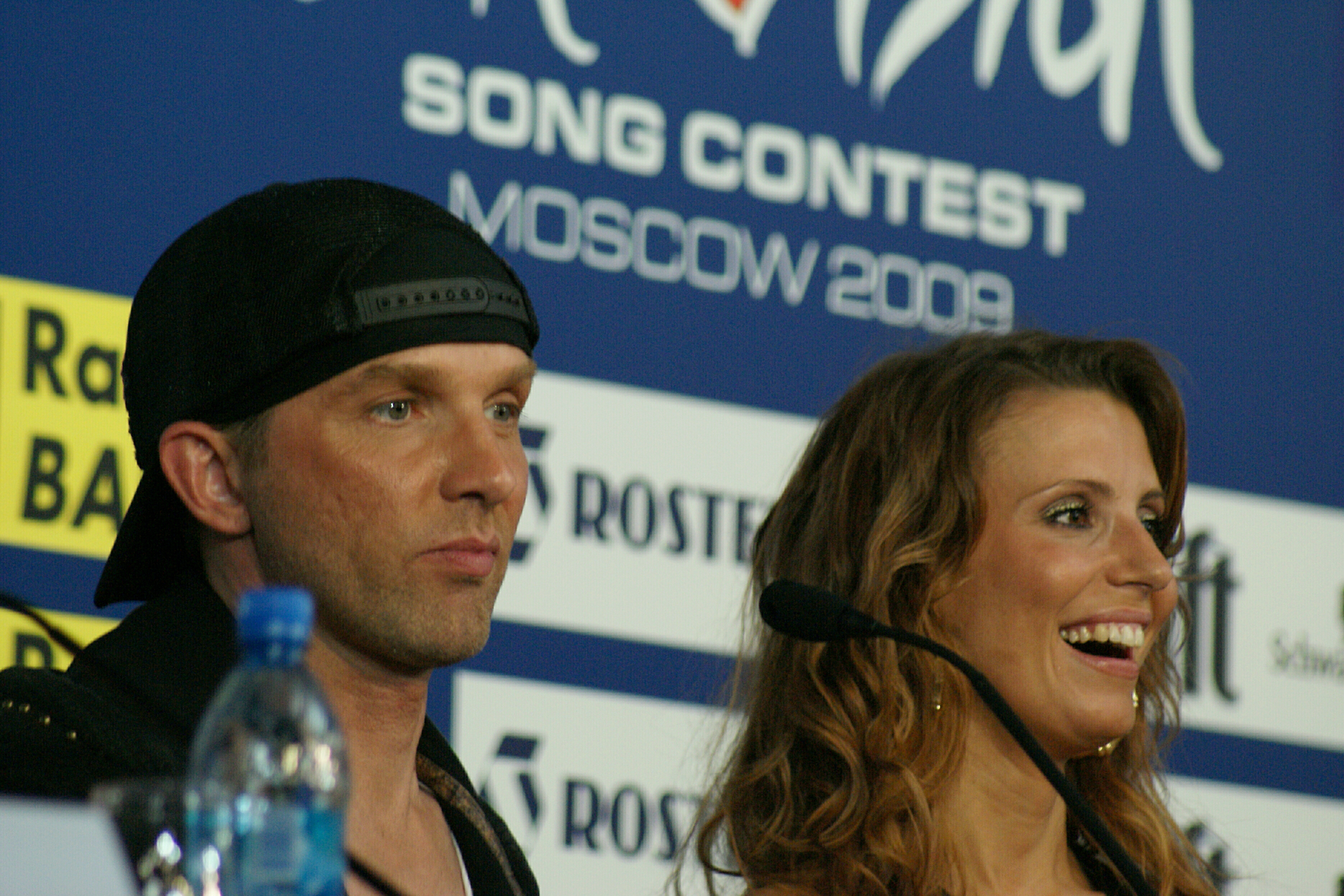
Waldo och Karoliina Kallio 2009

Waldo's People är en finländsk eurodance-grupp. Waldo's inverkar musik inom genren eurodance, med ibland tillfälliga inslag av hiphop.
Waldo hade i mitten på 1990-talet många framgångsrika framträdanden i Finland. Waldo's första musikvideo var till låten U Drive Me Crazy, producerad och skriven av Freddie Hogblad och Ari Lethonen vilket också var den första finska musikvideon som spelades i MTV Nordic.
Waldo's huvudsångare är Waldo, vars riktiga namn är Marko Reijonen.
De framförde Finlands bidrag i Eurovision Song Contest 2009 med låten Lose Control men blev i finalen på plats 25 av 25 deltagande.

## Diskografi

### Album
- Waldo's People (RCA/Blue Bubble 1998)
- No Man's Land (RCA 2000)
- Greatest Hits (Sony BMG 2008)
- Paranoid (Sony BMG 2009)

### Singlar
- U Drive Me Crazy (RCA/Blue Bubble 1998)
- I Dream (RCA/Blue Bubble 1998)
- Let's Get Busy (RCA/Blue Bubble 1998)
- No Man's Land (RCA 2000)
- 1000 Ways (RCA 2000)
- 1000 Ways (Remix) (RCA 2000)
- Bounce (To The Rhythm Divine) (RCA 2000)
- Back Again (Sony BMG 2008)
- Emperor's Dawn (Sony BMG 2008)
- Lose Control (Sony BMG 2009)